# Doma laukums
La Place de la cathédrale (en letton : Doma laukums) est une place du quartier Vecpilseta à Riga  en Lettonie.

## Description
La place de la cathédrale est la plus grande place du vieux Riga, elle a une superficie de 9 425 m2.
Elle est considérée comme la place centrale du vieux Riga, où se déroulent divers événements publics.
Sept rues se rejoignent sur la place de la cathédrale : Smilšu, Rozena, Škūņu, Zirgu, Pils, Jēkaba et Jauniela.
La place comprend plusieurs bâtiments monumentaux construits aux XIXe et XXe siècles, la Cathédrale protestante de Riga, le bâtiment de la Bourse de Riga construit dans un style néo-Renaissance en 1855 (architecte Harald von Bosse), en face duquel se trouve le bâtiment de style néoclassique de la banque de commerce (Komercbanka) construit en 1922 (architecte Pauls Mandelštams (lv)) et le bâtiment du ministère des Finances (lv) construit en 1940, qui occupe un îlot urbain (architecte Aleksandrs Klinklāvs (lv)).

## Étymologie
La place doit son nom à sa dominante architecturale, la cathédrale de l'Église évangélique luthérienne de Lettonie. La place reçut ce nom pour la première fois en 1886.
Après le coup d'État de 1934, la place a été rebaptisée d'après la date du coup d'État et s'appelle Place du 15 mai.
Le 17 juin 1940, les troupes soviétiques entrent en Lettonie, marquant le début de l'annexion de la Lettonie à l'URSS. Le 29 juillet 1940, le nouveau gouvernement de la ville rebaptisa la place en l'honneur de cet événement Place du 17 juin.
Le nom historique Place de la cathédrale a été restauré après les réformes de Gorbatchev en 1987,.

## Galerie

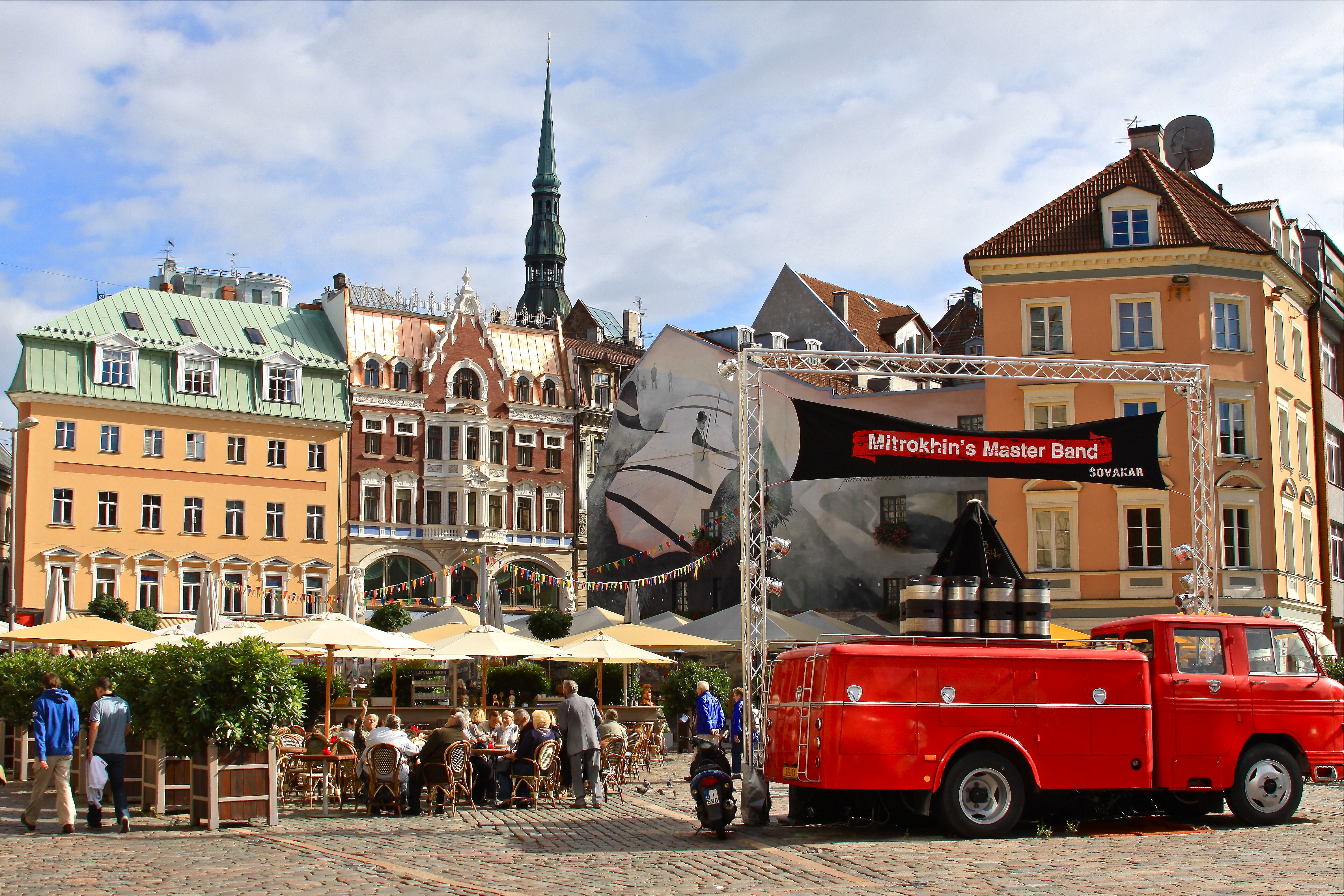
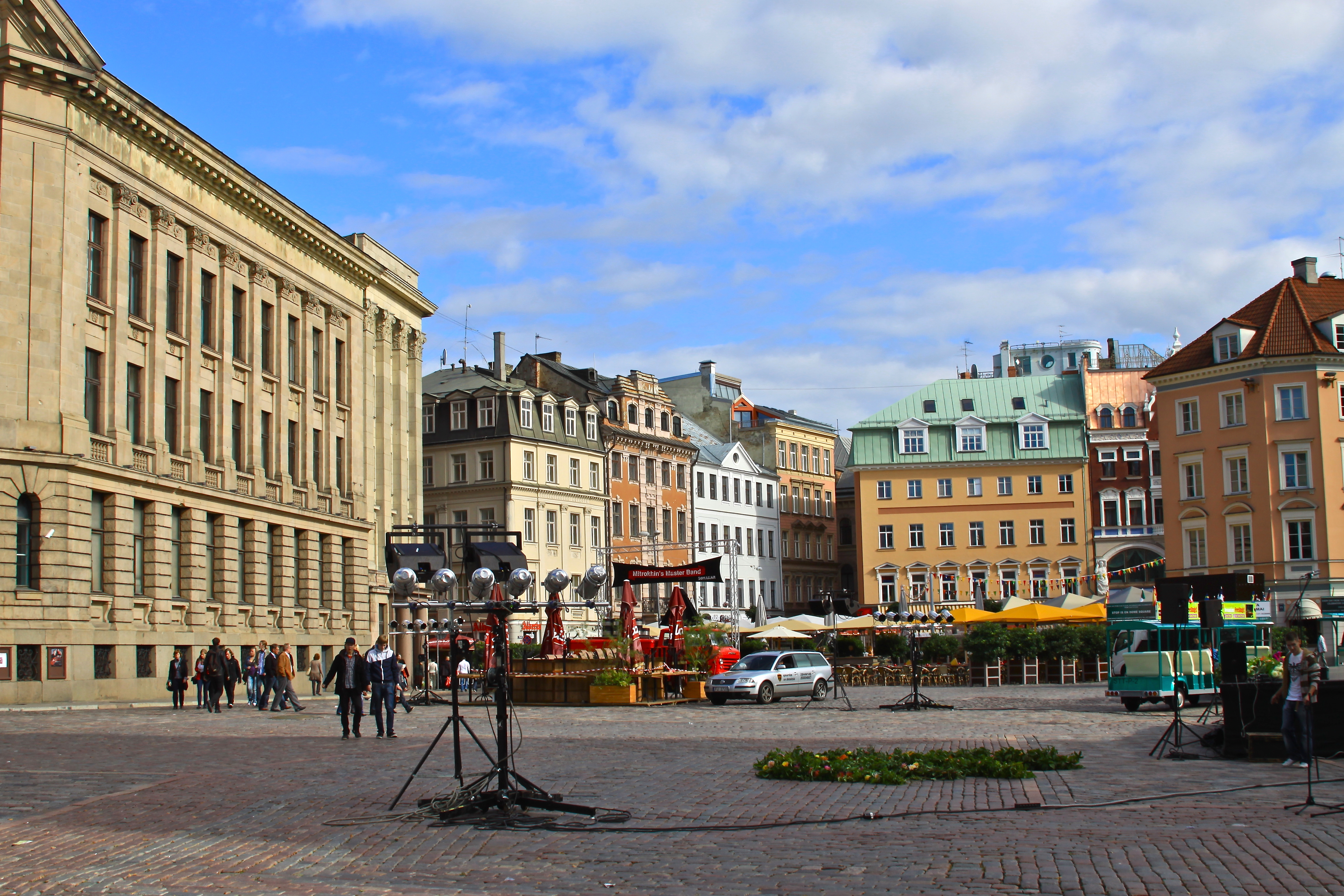
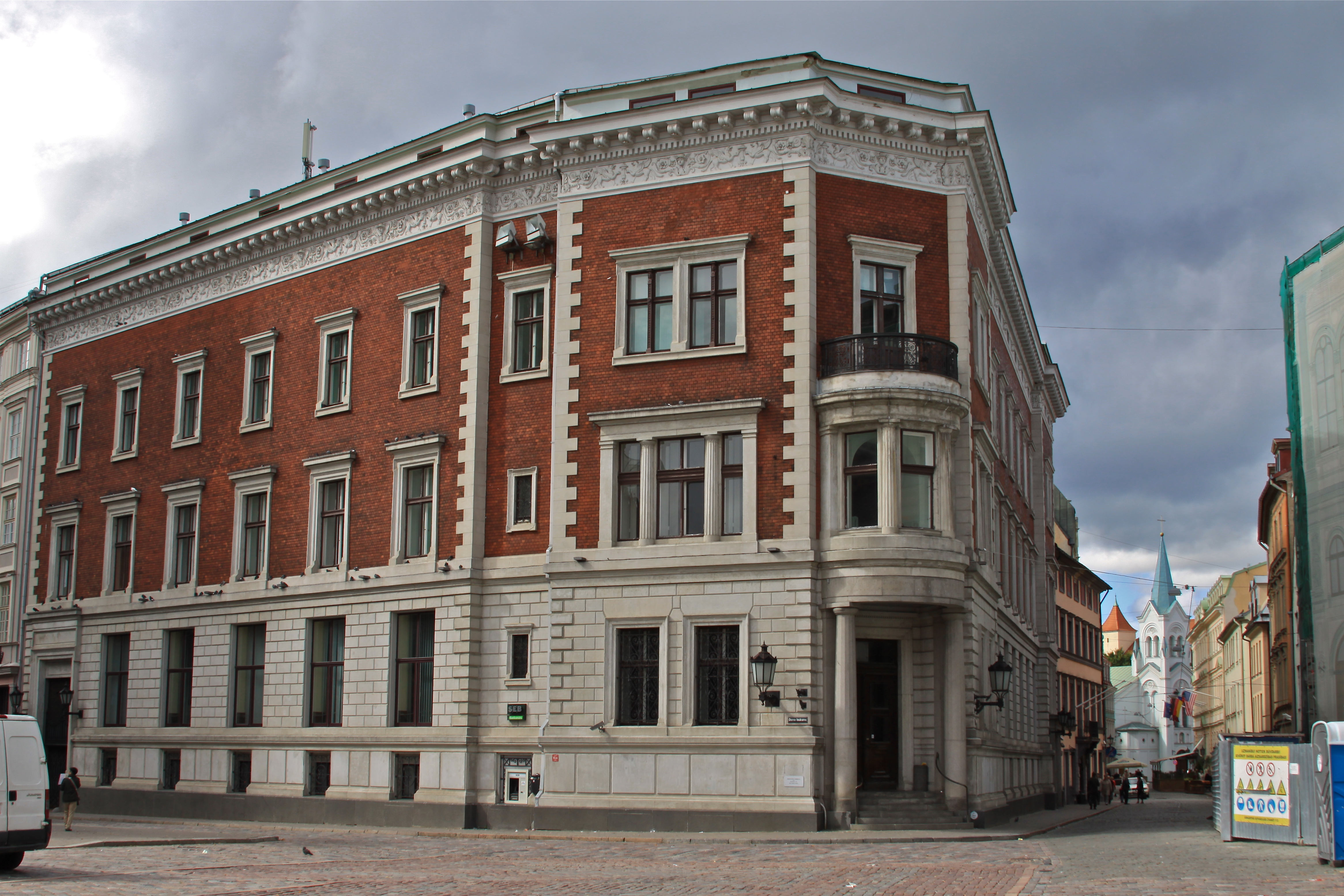
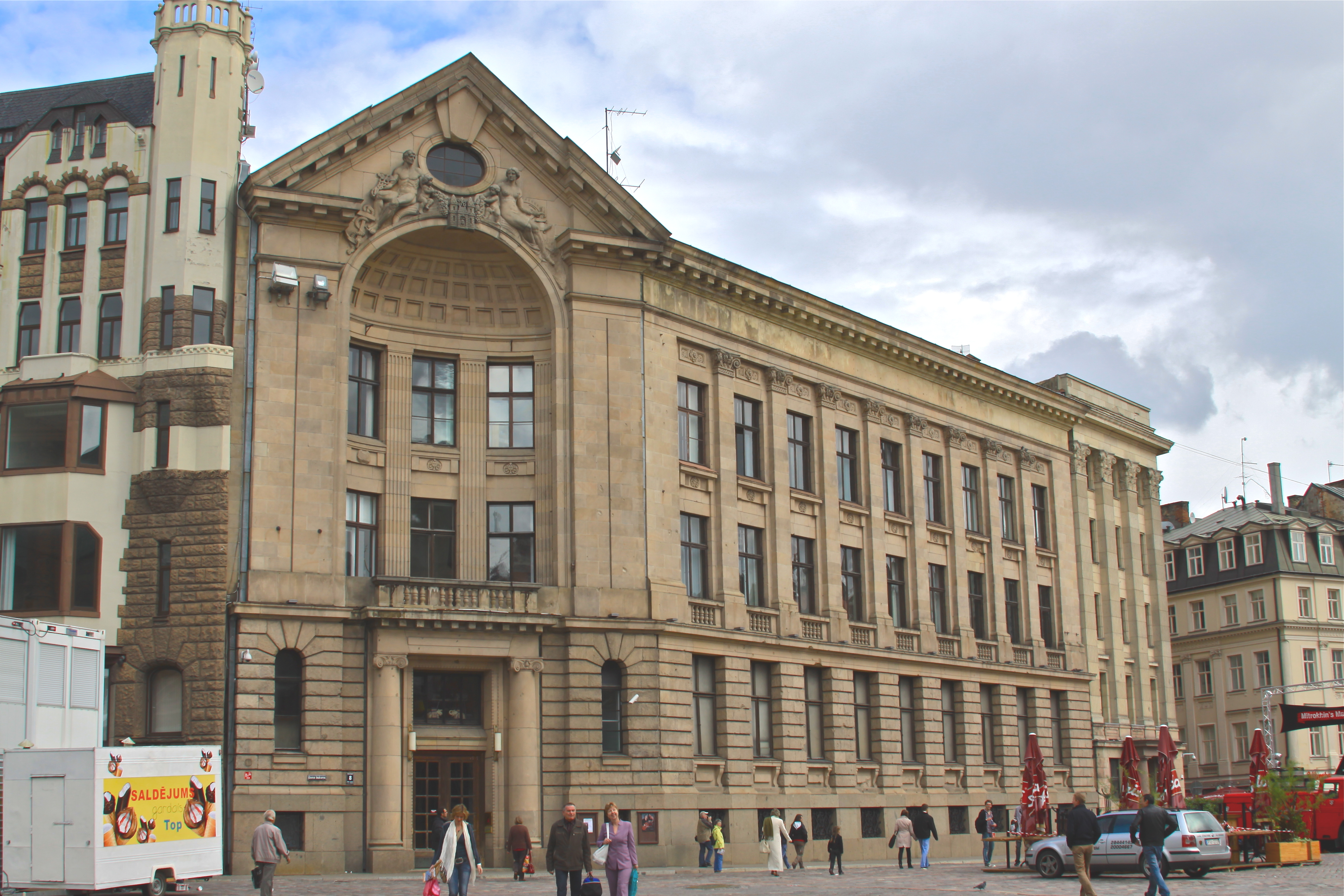